# Меса дел Ретиро, Ел Ретиро (Болањос)
Меса дел Ретиро, Ел Ретиро (шп. Mesa del Retiro, El Retiro) насеље је у Мексику у савезној држави Халиско у општини Болањос. Насеље се налази на надморској висини од 1080 м.

## Становништво
Према подацима из 2005. године у насељу је живело 7 становника.

### Хронологија
| Година       | 2000       | 2005 |
| ------------ | ---------- | ---- |
| Становништво | 16 (7 / 9) | 7    |

### Попис
| # | Индикатор                        | Вредност |
| - | -------------------------------- | -------- |
| 1 | Укупно појединачних домаћинстава | 1        |